# Вэлиант: Пернатый спецназ
«Вэлиант: пернатый спецназ» (англ. Valiant) — британо-американский компьютерно-анимационный эпический приключенческий комедийный мультфильм производства Vanguard Animation, Ealing Studios и Odyssey Entertainment, выпущенный Entertainment Film Distributors в Великобритании 25 марта 2005 года и Walt Disney Pictures в Соединенных Штатах 19 августа 2005 года. Действие фильма происходит в мае 1944 года и повествует о группе военных голубей во время Второй мировой войны. Фильм основан на рассказе Джорджа Уэбстера и вдохновлен правдивыми историями сотен голубей, которые помогали солдатам в войне.

## Сюжет
Действие мультфильма происходит в мае 1944 года. Вторая мировая война. На засекреченной базе под Лондоном проходят спецподготовку голуби-суперагенты из Королевской Голубиной Службы. Их готовят к секретной миссии в тылу нацистской армии, где им будут противостоять опытные и беспощадные соколы из Гестапо (в переводе на русский ошибочно названы ястребами).
Фильм начинается с того, что три голубя из отряда «Е» не вернулись с задания. Двое из них были убиты, а командир отряда, Меркьюри, был взят в плен соколом-генералом фон Когтем и его последователями — Вундерлингом и Пуффлингом.
Юный голубь Вэлиант мечтает стать одним из бойцов. Его вместе с голубем-вонючкой Багси включают в отряд «F», куда также входят голубь-аристократ Тадеус IV Лофтингтон и братья-близнецы Силач и Ловкач. Под руководством командира Гатси их сбрасывают за линию фронта в оккупированную Францию. Там они забирают секретное донесение (данные, подтолкнувшие американцев выбрать для высадки побережье Нормандии). Соколы пытаются помешать им. Несмотря ни на что, они вместе доставляют донесение до штаба, а генерал фон Коготь терпит окончательное поражение от крыльев Вэлианта на водяной мельнице.
Вэлиант и его друзья объявляются героями и награждаются медалями Марии Дикин — высшей наградой животному за храбрость и преданность службе, после чего устраивают праздник в местном баре Западного Настингтона, где Вэлиант воссоединяется с голубкой-медсестрой Викторией.
В концовке идёт текст: «Во время Второй мировой войны животные спасли тысячи жизней. Высшая награда животному за храбрость — медаль Дикина (Dickin). Из 54 медалей за подвиги на войне 18 получили собаки, 3 — лошади, 1 — кошка, и 32 — голуби»

## История создания мультфильма
Во время Второй мировой войны использование почтовых голубей было одним из способов общения в Великобритании. Но войска сил Оси уничтожали часть голубей с помощью натренированных хищных птиц. Такие истории легли в основу этого анимационного мультфильма. В мультфильме также очень хорошо показано само время войны, проработанное в деталях. Например, в окопах около бункера стоят пулемёты MG-42, а в танке, проезжающем по улице города во Франции, легко можно узнать немецкую ПТ САУ «ЯгдПантера». Само же обмундирование голубей похоже на униформу лётчиков Королевских ВВС времён войны. Только Вэлиант носит не лётный, а десантный шлем.

## Роли озвучивали
| Актёр            | Роль                                                                                             |
| ---------------- | ------------------------------------------------------------------------------------------------ |
| Юэн МакГрегор    | голубь и протагонист фильма Вэлиант                                                              |
| Рики Джервейс    | лондонский голубь, который зарабатывает себе на жизнь мошенничеством и никогда не моется Багси   |
| Тим Карри        | сокол и главный антагонист фильма генерал фон Коготь                                             |
| Джим Бродбент    | наставник голубей на военной базе сержант Монти                                                  |
| Хью Лори         | голубь и командир эскадрильи, удостоенный множества наград Гатси                                 |
| Джон Клиз        | голубь-военнопленный, бывший командир отряда E Меркьюри                                          |
| Джон Хёрт        | чайка и ветеран боевых действий Феликс                                                           |
| Пип Торренс      | голубь-аристократ из Оксфорда, прямой потомок голубей-рыцарей Тадеус IV Лофтингтон (он же Лофти) |
| Рик Мэйелл       | приспешник генерала фон Когтя Пуффлинг                                                           |
| Оливия Уильямс   | медсестра из лазарета на военной базе и возлюбленная Вэлианта Виктория                           |
| Джонатан Росс    | большой бандит                                                                                   |
| Брайан Лонсдейл  | Силач                                                                                            |
| Дэн Робертс      | Ловкач                                                                                           |
| Михаэль Шлингман | приспешник генерала фон Когтя Вундерлинг                                                         |
| Шэрон Хорган     | офицер мышиного отряда Французского Сопротивления Шарль де Гёрл                                  |
| Шон Сэмюелс      | диверсант мышиного отряда Французского Сопротивления Жак                                         |

## Критика
Мультфильм получил неоднозначные отзывы критиков. На агрегаторе рецензий Rotten Tomatoes рейтинг одобрения составил 32 % на основе 114 обзоров со средней оценкой 5 из 10. На Metacritic фильм получил 45 баллов из 100 на основе 27 обзоров критиков, что указывает на «смешанные или средние отзывы».
Энн Хорнадей из The Washington Post сказала: «Хотя исторические отсылки и батальные сцены могут пролетать мимо детей, как множество почтовых голубей, им „Вэлиант“ тоже понравится, хотя бы из-за непрерывного действия и живого визуального оформления».